# Baeoura consocia
Baeoura consocia är en tvåvingeart som först beskrevs av Alexander 1935.  Baeoura consocia ingår i släktet Baeoura och familjen småharkrankar.
Artens utbredningsområde är Taiwan. Inga underarter finns listade i Catalogue of Life.